# Poso
Poso este un oraș din Indonezia.